# Nevil Dede
Nevil Dede, född 10 januari 1975 i Tirana, är en albansk fotbollstränare och före detta spelare. Han är sedan 2021 huvudtränare i KF Erzeni.
Nevil Dede spelade merparten av sin karriär i KF Tirana. Säsongen 2005/2006 gick han till KS Elbasani där han även avslutade karriären 2009. Dede spelade även under 2008 i kineiska Changsha.
Mellan 1995 och 2007 gjorde Dede 30 landskamper för Albanien.

## Tränarkarriär
I juli 2021 presenterades Dede som ny huvudtränare i KF Erzeni.

## Meriter
KF Tirana
- Albanska ligan: 1995, 1996, 1997, 1999, 2000, 2003, 2004, 2007
- Albanska cupen: 1994, 1996, 1999, 2001, 2002
- Albanska supercupen: 1994, 2000, 2002, 2003, 2007

KS Elbasani
- Albanska ligan: 2006